# Liste der portugiesischen Botschafter in Kasachstan
Die Liste der portugiesischen Botschafter in Kasachstan listet die Botschafter Portugals in Kasachstan auf. 
Die beiden Länder unterhalten seit 1992 diplomatische Beziehungen. Erstmals akkreditierte sich im Jahr 1996 ein portugiesischer Vertreter in der kasachischen Hauptstadt Astana. Eine eigene Botschaft eröffnete Portugal zunächst nicht dort, der Portugiesische Botschafter in Russland blieb auch für Kasachstan zuständig und wurde dort zweitakkreditiert. 2014 kündigte Portugal dann die Eröffnung einer Botschaft in Astana an, die seit 2015 besteht und von einem Geschäftsträger geführt wird.
Die portugiesische Botschaft residiert in der Hauptstadt Astana im 10. Stock des Business Center Arman in der 6. Straße des Verwaltungsbezirks Saryarqa.

## Missionschefs
| Name                                    | Bild       | Amtszeit          | Anmerkungen                                                  |
| Kasachstan                              | Kasachstan | Kasachstan        | Kasachstan                                                   |
| --------------------------------------- | ---------- | ----------------- | ------------------------------------------------------------ |
| João Pacheco Luís Gomes                 |            | ab 1996           | Botschafter mit Amtssitz Moskau, 1996 in Astana akkreditiert |
| Jorge Ryder Torres Pereira              |            | ab 2001           | Übergangs-Geschäftsträger                                    |
| João Diogo Nunes Barata                 |            | ab 2002           | Botschafter mit Amtssitz Moskau                              |
| Manuel Marcelo Monteiro Curto           |            | ab 2004           | Botschafter mit Amtssitz Moskau                              |
| Pedro Nuno de Abreu e Melo Bártolo      |            | ab 2009           | Botschafter mit Amtssitz Moskau                              |
| Paulo João Lopes do Rego Vizeu Pinheiro |            | ab 2017           | Botschafter mit Amtssitz Moskau                              |
| Adelino Vieira da Cunha da Silva        |            | seit 8. Juli 2015 | Geschäftsträger am Amtssitz Astana                           |